# メヒルギ属
メヒルギ属（めひるぎぞく、Kandelia）とは、ヒルギ科に分類される属の一つで、マングローブに生育する常緑木本を含む。
メヒルギ属には下記の2種が確認されている。
- K. candel - オセアニアから南アジアに分布。
- K. obovata メヒルギ - 日本を含む南アジアに分布。

もともと、メヒルギ属はK. candel一種のみが記載されていたが、2003年にK. candelを2種
に分けるべきであることが発表され、日本を含む東シナ海以北に分布する種にK. obovataの名があたえられた。